# Tom Cannon
Thomas Christopher Cannon, detto Tom (Aintree, 28 dicembre 2002), è un calciatore irlandese, attaccante dello Sheffield Utd e della nazionale irlandese.

## Carriera

### Club
Cannon è cresciuto nel settore giovanile dell'Everton, con cui ha firmato il primo contratto professionistico il 10 marzo 2021. Ha debuttato in prima squadra l'8 novembre 2022 nell'incontro di Football League Cup perso 4-1 contro il Bournemouth e pochi giorni dopo ha esordito anche in Premier League, sempre contro il Bournemouh. Il 10 gennaio 2023 è stato ceduto in prestito al Preston N.E. fino al termine della stagione ed il 25 febbraio ha segnato il suo primo gol in carriera decidendo la sfida casalinga contro il Wigan terminata 2-1.
Il 1º settembre 2023 è stato ceduto a titolo definitivo al Leicester City, dove con 2 reti in 13 presenze contribuisce alla vittoria del campionato di seconda divisione. Utilizzato con poca frequenza, il 30 agosto 2024 è passato in prestito allo Stoke City.

### Nazionale
Ha giocato nelle nazionali giovanili irlandesi Under-19, Under-20 ed Under-21.
Ha esordito con la nazionale maggiore l'11 giugno 2024 nell'amichevole persa 3-0 contro il Portogallo.

## Statistiche

### Presenze e reti nei club
Statistiche aggiornate al 14 novembre 2024.
| Stagione        | Squadra         | Campionato      | Campionato | Campionato | Coppe nazionali | Coppe nazionali | Coppe nazionali | Coppe continentali | Coppe continentali | Coppe continentali | Altre coppe | Altre coppe | Altre coppe | Totale | Totale | Totale |
| Stagione        | Squadra         | Comp            | Pres       | Reti       | Comp            | Pres            | Reti            | Comp               | Pres               | Reti               | Comp        | Pres        | Reti        | Pres   | Reti   |        |
| --------------- | --------------- | --------------- | ---------- | ---------- | --------------- | --------------- | --------------- | ------------------ | ------------------ | ------------------ | ----------- | ----------- | ----------- | ------ | ------ | ------ |
| 2022-gen. 2023  | Everton         | PL              | 2          | 0          | FACup+CdL       | 0+1             | 0               | -                  | -                  | -                  | -           | -           | -           | 3      | 0      |        |
| gen.-giu. 2023  | Preston N.E.    | FLC             | 20         | 8          | FACup+CdL       | 1+0             | 0               | -                  | -                  | -                  | -           | -           | -           | 21     | 8      |        |
| ago. 2023       | Everton         | PL              | 1          | 0          | FACup+CdL       | 0               | 0               | -                  | -                  | -                  | -           | -           | -           | 1      | 0      |        |
| Totale Everton  | Totale Everton  | Totale Everton  | 3          | 0          |                 | 1               | 0               |                    | -                  | -                  |             | -           | -           | 4      | 0      |        |
| 2023-2024       | Leicester City  | FLC             | 13         | 2          | FACup+CdL       | 3+0             | 1+0             | -                  | -                  | -                  | -           | -           | -           | 16     | 3      |        |
| 2024-2025       | Stoke City      | FLC             | 11         | 6          | FACup+CdL       | 0+2             | 0+1             | -                  | -                  | -                  | -           | -           | -           | 13     | 7      |        |
| Totale carriera | Totale carriera | Totale carriera | 47         | 16         |                 | 7               | 2               |                    | -                  | -                  |             | -           | -           | 54     | 18     |        |

### Cronologia presenze e reti in nazionale
| Cronologia completa delle presenze e delle reti in nazionale ― Irlanda | Cronologia completa delle presenze e delle reti in nazionale ― Irlanda | Cronologia completa delle presenze e delle reti in nazionale ― Irlanda | Cronologia completa delle presenze e delle reti in nazionale ― Irlanda | Cronologia completa delle presenze e delle reti in nazionale ― Irlanda | Cronologia completa delle presenze e delle reti in nazionale ― Irlanda | Cronologia completa delle presenze e delle reti in nazionale ― Irlanda | Cronologia completa delle presenze e delle reti in nazionale ― Irlanda |
| Data                                                                   | Città                                                                  | In casa                                                                | Risultato                                                              | Ospiti                                                                 | Competizione                                                           | Reti                                                                   | Note                                                                   |
| ---------------------------------------------------------------------- | ---------------------------------------------------------------------- | ---------------------------------------------------------------------- | ---------------------------------------------------------------------- | ---------------------------------------------------------------------- | ---------------------------------------------------------------------- | ---------------------------------------------------------------------- | ---------------------------------------------------------------------- |
| 11-6-2024                                                              | Aveiro                                                                 | Portogallo                                                             | 3 – 0                                                                  | Irlanda                                                                | Amichevole                                                             | -                                                                      | 53’                                                                    |
| 14-11-2024                                                             | Dublino                                                                | Irlanda                                                                | 1 – 0                                                                  | Finlandia                                                              | UEFA Nations League 2024-2025 - 1º turno                               | -                                                                      | 85’                                                                    |
| Totale                                                                 |                                                                        | Presenze                                                               | 2                                                                      |                                                                        | Reti                                                                   | 0                                                                      |                                                                        |

## Palmarès

### Club

#### Competizioni nazionali
- Campionato inglese di seconda divisione: 1

Leicester City: 2023-2024